# Reggae à coups d'cirque
 (novembre 2024).
Si vous disposez d'ouvrages ou d'articles de référence ou si vous connaissez des sites web de qualité traitant du thème abordé ici, merci de compléter l'article en donnant les références utiles à sa vérifiabilité et en les liant à la section « Notes et références ».
Reggae à coups d'cirque est un DVD du groupe Tryo et de la troupe de cirque Les Arrosés sorti en 2002. Le spectacle écrit par Maïa Rubenstein et Christophe Mali a été enregistré en 2001 aux Zénith de Lille et de Paris. La particularité de ce DVD est la mise en scène très vivante des chansons[réf. nécessaire] qui sont accompagnées par de nombreux arts du cirque exécutés par Les Arrosés (jonglage, trapèze, acrobaties, bicyclette, bascule, bolas…) et Valérie Dubourg pour les numéros de tissu et aériens. Il comprend en bonus le making-off des répétitions et de la tournée, des images, des tablatures et des reprises par des invités (Sergent Garcia, Miro).

## Liste des chansons
| No  | Titre                                                                                               | Durée |
| --- | --------------------------------------------------------------------------------------------------- | ----- |
| 1.  | Le Monde est avare                                                                                  |       |
| 2.  | Suprématie                                                                                          |       |
| 3.  | Un homme qui aime les femmes                                                                        |       |
| 4.  | La Mer                                                                                              |       |
| 5.  | Regardez-les                                                                                        |       |
| 6.  | France Télécom                                                                                      |       |
| 7.  | Con par raison                                                                                      |       |
| 8.  | Les Extrêmes                                                                                        |       |
| 9.  | J'ai rien prévu pour demain                                                                         |       |
| 10. | La Misère d'en face                                                                                 |       |
| 11. | Les Nouveaux Bergers                                                                                |       |
| 12. | Pour un flirt avec la crise                                                                         |       |
| 13. | Trash de Trash (par les Arrosés au chant et à la musique, avec Tryo aux "acrobaties et jongleries") |       |
| 14. | Yakamonéyé                                                                                          |       |
| 15. | 5 Sens                                                                                              |       |
| 16. | Paris                                                                                               |       |
| 17. | Salut Ô                                                                                             |       |
| 18. | La Main verte                                                                                       |       |
| 19. | Le Petit Chose                                                                                      |       |
| 20. | J'ai trouvé des amis                                                                                |       |
| 21. | L'Hymne de nos campagnes                                                                            |       |